# George Dodd
George Henry Dodd (* 16. Januar 1883 in Lady Frere; † 21. Juli 1957 in Durban) war ein südafrikanischer Tennisspieler.

## Karriere
Dodd nahm 1920 am Tenniswettbewerb der Olympischen Sommerspielen in Antwerpen teil, wo er im Einzel nach Siegen unter anderem gegen Max Décugis im Viertelfinale gegen Kumagai Ichiya ausschied. Auch im Doppel stand er zusammen mit Cecil Blackbeard im Viertelfinale, in dem sie Franzosen aus Pierre Albarran und Décugis unterlagen. Bereits 1912 hatte er den südafrikanischen Meistertitel im Herreneinzel gewonnen. Zudem stand er fünf weitere Male im Finale dieses Turniers (1914, 1922, 1925, 1928 und 1929). Bei den Wimbledon Championships erreichte Dodd 1919 und 1920 jeweils die dritte Runde im Einzel. Sein bestes Resultat im Doppel erzielte er 1920 im Doppel erneut mit Blackbeard als Partner. Sie verloren erst im Viertelfinale in fünf Sätzen gegen die Briten Algernon Kingscote und James Parke, die später das Endspiel erreichen sollten.
Im Jahr 1919 bestritt Dodd eine Partie für die südafrikanische Davis-Cup-Mannschaft, in der er eines von drei Matches gewinnen konnte.
1936 wurde letztmals eine Turnierteilnahme von Dodd überliefert.

## Persönliches
Dodd wurde als Sohn des anglikanischen Geistlichen Douglas William Dodd und dessen Frau Elizabeth Saffrona, geborene Pruen, geboren. Er war dreimal verheiratet: zuerst 1906 mit Grace Lilian Floquet (Scheidung 1921), dann mit Anna Catharina Margaretha Boshoff (1921–1933), schließlich mit Agnes Ruth Joy Sackville-West von 1938 bis zu seinem Tod.
Er starb 1957 im Alter von 74 Jahren in Durban an Herzversagen.